# 八犬伝—東方八犬異聞—
『八犬伝―東方八犬異聞―』（はっけんでん とうほうはっけんいぶん）は、あべ美幸による日本の漫画作品。2005年より『いち＊ラキ』（冬水社）にて連載が開始され、2011年に角川書店（現KADOKAWA）の『CIEL』に移籍して連載を再開し、2014年8月から『エメラルド』に移籍して2024年8月まで連載された。
物語は曲亭馬琴（滝沢馬琴）の読本『南総里見八犬伝』をモチーフにしている。メディアミックス化としてドラマCD化、テレビアニメ化、ミュージカル舞台化された。

## あらすじ
5年前、突然広まった謎の疫病が、他の村々に飛び火するのを防ぐために焼き尽くされた大塚村。その生き残りである、犬塚信乃、犬川荘介、浜路の三人は村はずれの教会で保護され静かに暮らしていた。村の焼失事件以来、信乃と荘介には特殊な能力が備わっており、ある日その噂を聞きつけた帝国教会本部から二人のもとに召喚状が届く、翌日、教会に出迎えに赴いた者達を断ると、その者達の主による画策で浜路が攫われてしまう。信乃と荘介は浜路を探しに行くため、教会本部がある大都市・帝都へと発つ。

## 登場人物
※「声」はドラマCD・テレビアニメで登場人物を演じた声優、ドラマCD版 / テレビアニメ版の順。1人だけの場合はテレビアニメ版が多い。 / 「演」は舞台で登場人物を演じた俳優。

### 八犬士
犬塚 信乃（いぬづか しの）
声 - 朴璐美 / 柿原徹也、幼少：茅原実里 / 演 - 坂口湧久、18歳：梅津瑞樹 
7月生まれ。18歳。大塚村出身。
主人公、5年前の大塚村の生き残りであり、父親は村長の犬塚番作。生まれつき体が病弱だったことにより、13歳まで女装させられて育った、その姿は浜路以上の美人。
村雨をその身に宿し、その影響で13歳の姿のままである。その上病弱だったためか体が小さく、13歳にも見えない。言動は少々子供っぽい。大の犬好きで、四白の手入れは常に完璧。一緒に育った幼馴染の荘介と浜路を家族として大切に思っている。レバーと幽霊とゴキブリが大の苦手。記憶が封じられており、母親のことなどは覚えていない。実は莉芳とは異父兄弟。
中に「孝」の文字が見える玉の持ち主。右腕に牡丹の痣を持つ。
村雨（むらさめ）
声 - 宮野真守 / 岡本信彦 / 演 - 天羽尚吾 
信乃の右腕に宿る村雨丸（むらさめまる）とも呼ばれる妖刀。外に出ているときにはカラスの姿をしており、カタコトながら会話もできる。また、刀形態の時には、雨を自在に降らすことができる。朔の日には信乃の右腕に潜む。拾い食いをしては信乃に怒られている。
あらゆる魔を裂くことができ、この世の全ての妖を統べ、取り憑いた者を呪い殺すと伝わり、伏姫により固く封印されていたが、20年程前に莉芳の母親である伏姫と共に行方不明となり伝説の刀と言われている。5年前の村の焼失事件以降、鞘の行方は分からなくなる。
犬川 荘介（いぬかわ そうすけ）
声 - 森川智之 / 日野聡 / 演 - 北村諒 / 松村龍之介 
12月1日生まれ。19歳→20歳。相模出身。
もう一人の主人公、5年前の大塚村の生き残りである、端整な青年。
村の焼失事件の折、一緒に死んだ四白と生命を分かち、生きることを選んだため、四白に変身出来る。子供の頃、冬に母親と行き倒れていたところを大塚村の村長に引き取られる。その際に母親は亡くなり、それ以前の記憶を持たない。今も昔も信乃のお目付け役であり、信乃のためなら人を殺すことさえ躊躇わない。焼失事件以来、朔の日は一日眠り込む。動物に懐かれやすく、八房にも懐かれている。信乃を誰よりも大切に思っている。
中に「義」の文字が見える玉の持ち主。首の後ろに牡丹の痣を持ち、刀で切られた傷痕がある。
四白（よしろ）
声 - 日野聡 / 演 - 美木マサオ 
荘介の半身である犬。頭が良く、基本身体は荘介の好きにさせてくれている。18年前頃から犬塚家にいたが、毛並みが良く体力も衰えていない、不思議な犬。犬種はボーダー・コリー。
犬飼 現八（いぬかい げんぱち）
声 - 大川透 / 前野智昭 / 演 - 前内孝文 
10月20日生まれ。26歳→27歳。
帝都の第二区四班憲兵隊隊長。犬飼家の実子ではなく養子である。小文吾とは乳兄弟。3年前、北部の村で起きた事件の際に人を喰らう鬼が現れて小文吾と共に殺されたが甦り、雷鬼に変身する身体と化した。帰還するも婚約者の沼藺は亡くなっており更に養父が急死し、自害を謀るが死ねずに悲嘆にくれていた。
現在、信乃がお気に入りで養子に迎えようと思っている。メグの世話役。旧市街では噂の的である。警備・巡回などの仕事中は現八の為に義父が買い求めた、春雷（しゅんらい）という名で雷鬼である現八が乗っても動じず相性のいい牝馬に乗っている。
中に「信」の文字が見える玉の持ち主。右の頬に牡丹の痣を持つ。
雷鬼（らいき）
現八の半身である鬼。3年前、北部の村で起きた事件の際に風鬼と共に現れて人を喰らった。身の丈十尺はあり、雷を操る。
犬田 小文吾（いぬた こぶんご）
声 - 中井和哉 / 寺島拓篤 / 演 - 畠山遼 
11月生まれ。23歳→24歳。
帝都の旅館「古那屋」の若旦那で、現八とは乳兄弟、面倒見がよい。料理が上手く、子供の頃から古那屋の厨房に出入りしていて覚えた。3年前、北部の村で起きた事件で一兵卒として志願して赴いた際、人を喰らう鬼が現れて現八と共に殺されたが甦り、風鬼に変身する身体と化した。
中に「悌」の文字が見える玉の持ち主。腰に牡丹の痣を持つ。
風鬼（ふうき）
小文吾の半身である鬼。3年前、北部の村で起きた事件の際に雷鬼と共に現れて人を喰らった。風を操る。
犬阪 毛野（いぬさか けの）
声 - 三宅淳一 / 演 - 安里勇哉 
12月19日生まれ。19歳→20歳。相模出身。
女性とも見紛う美貌の青年。犬阪家の家訓で剣術に長けている。2年前、蒼に家族ともども殺され心臓を抜き取られるが、九重によって蘇生する。 その後能楽師となり旦開野（あさけの）と名乗り、髪の毛を抜いて蝶々結びにし息を吹きかけて蝶の妖を作ることができる。私服は矢絣の着物を着ることが多い。同業者と巡業のため各地を回っていた際、見つけた荘介を蒼と誤認し刀を持ち襲い掛かった。その後帝都で古那屋に泊まっている際に蒼本人を見つけ、それからは休業して蒼を探し回る。
中に「智」の文字が見える玉の持ち主。左胸に牡丹の痣を持つ。
九重（ここのえ）
声 - 進藤尚美 / 演 - 帆風成海 
本性は鬼姫の夜叉姫。嘗ては人で山奥の城に住む姫だったが、愛した男に裏切られ我が子を殺し、城内の人間を殺して喰らい鬼になった。その後、城内の人間が亡霊となり人を引き込み何百年も夜叉姫は人を喰らっていたが、ある日心臓を奪われてなお生きていた毛野に興味を持ち、自分の心臓を与えた。以来、人を喰らうのをやめて毛野を我が子のように思い可愛がり、毛野と共に楽師となった。毛野にとって命の恩人であり、母でもあり姉でもある。
犬山 道節（いぬやま どうせつ）
声 - 疋田高志 / 三木眞一郎 / 演 - 山本一慶 
帝都方面へ向かう汽車内で信乃達と出会った青年。雪の中で死にかけていたところ、生き別れの妹に会いたい一心で生きようとしたことから、雪姫に命を救われる。その後雪姫が憑き行動を共にしているため、彼の周りは常に真冬の寒さ。薬師の一族の出身で薬の製造に長けており、西都では有名な薬屋の旦那、西都の店をたたみ帝都の旧市街で店を開く。恋人が欲しいので、しょっちゅう女性にアタックしている。
中に「忠」の文字が見える玉の持ち主。左肩に牡丹の痣を持つ。
雪姫（ゆきひめ）
声 - 能登麻美子、黒石ひとみ（歌唱シーン）
道節に憑いている雪の妖の姫。信乃が村はずれの教会に暮らしていた頃、雪の中教会裏の森で遭難しかけたところを助けてくれて以来、毎年冬が来るとよく遊んでいた信乃の友人。美しい歌声を持っていたが、道節を助けるためにその声を失った。道節に惚れているため、大変嫉妬深い。
犬村 大角（いぬむら だいかく）
声 - 津田健次郎、幼少：徳井青空
旧姓・赤岩。
無口で無表情な青年。5〜6歳の頃に人形師・犬村儀清に養子として迎えられる。自身も人形師となり、衣装や小物人形、御伽草子の動物人形などを得意としている。親子で帝都に来る時は古那屋を定宿にしていた。妹思い。信乃達と出会った後、額に野驢の目のような邪眼ができ、妖などを見抜くことができる。現在は昏睡状態となった雛衣を連れて帝都の犬飼家の屋敷に来ており、雛衣のため離れの和館を作業場代わりに仕事を始めている。
中に「礼」の文字が見える玉の持ち主。右足に牡丹の痣を持つ。
野驢（のろ）
声 - 潘めぐみ
猫の妖。大角が子供の頃に縁の下で見つけてから犬村家の飼い猫となった、いつも大角の傍にいたがある日死期を悟ってか姿を消す、だが大角が実父（声 - 梅津秀行）に刺し殺された時に戻り桜で結界を作り守っていた。半年後に信乃達が大角のもとに来た際、人間の子供の姿になり大角が子供の頃に作った鞠をつきながら手鞠唄(四方の景色)を歌っていた。後に結界が壊れ、思念の塊となった儀清が大角を取り込もうとしたため噛み付き共に消滅したが、大角の傍にいたいと願い大角は邪眼を授かった。
犬江 仁（いぬえ しのぶ）
声 - 代永翼、幼少：新谷良子
22歳。
信乃が一時期通った飯倉尋常小学校のクラスの学級委員。6歳の時、山の中で母親に刺し殺されたが神隠しに遭い、天狗に10年間育てられた。聖地にいた10年は身体の成長が止まっていたため、見かけは12歳である。華月によって身体の中に「仁」と書かれた玉が隠されていた。信乃達と出会った後、棗目と共に葉月を探しに旅に出ていたが、その後葉月がいたと聞き帝都に来ており、葉月を探しながら泊まっている古那屋でお手伝いをしている。
中に「仁」の文字が見える玉の持ち主。左腕に牡丹の痣を持つ。
華月（かげつ）
声 - 石田彰
仁を拾い10年間育てた、彼の父親。天狗であり、葉月とは異母兄弟で瓜二つ。
一度死んだ息子を生かすため、自分の命と寿命の半分を仁に渡した。その為、仁を連れ戻しに来たゝ大法師の攻撃を受け、残っていた半分の命と寿命を使い果たして亡くなる。
葉月（はづき）
声 - 森田成一
仁を10年間育てた、実質の育ての親。天狗の父親と人間の母親のハーフであり、華月とは異母兄弟で瓜二つ。
人里に連れ戻された仁を6年間探しており、ゝ大法師が里中に張った結界が村雨の力によって壊され、蒼が山の結界を破ったことで仁を見つけ、山に連れ戻す。仁が華月から渡された命と寿命の半分を華月に返すために自身で命を絶とうとして重傷を負ったため、華月と同じように自身の命と寿命の半分を仁に渡した。その後、蒼によって山が焼かれ仁を逃がした後、蒼に斬られて命を落とす。しかし、その器を蒼が持ち帰り、違う妖怪がその器を使っている。
仁に対してそっけない態度をとることが多かったが、実際は仁のことを大切に思っている。

### 四獣神家
里見家・尾崎家・緋ノ塚家・観月家。四家は古から獣憑きの家系であり、獣神の加護を受け、その力を司る。何代かおきに獣神に選ばれた子供が生まれてくる。現在は、四家に獣憑きの子供が生まれ、嘗てないほど年が近い、その子供達に帝国教会本部が目をつけ引き取り、帝都の古城区域に建っているもともとは観月家の持ち物である屋敷に子供達は住んでいる。
里見 莉芳（さとみ りおう）
声 - 成田剣 / 神谷浩史、幼少：進藤尚美 / 演 - 三上俊 
1月19日生まれ。
里見家の犬神憑きの青年。
人間離れした美人。教会特区で特別主席司祭も務めている。信乃・荘介・浜路の後見人を務め、信乃に八つの玉探しを命じる。5年前、大塚村で信乃に村雨を授け、信乃・荘介・浜路の三人を助けた人物。
八房（やつふさ）
里見家の巨大な犬神。里見家伝説の巫女姫である伏姫の飼い犬だった八房が、後に妖神となり里見家の守り神となった。本来なら女性の伏姫にしか憑かない。人にあまり懐かないが荘介には懐いている。
尾崎 要（おさき かなめ）
声 - 宮野真守 / 浪川大輔 / 演 - 石渡真修
6月30日生まれ。19歳。
尾崎家の狐憑きの青年。
母親は、尾崎家の妾。信乃と荘介を教会本部に召喚するため、五狐を使って浜路を攫った人物。ひょうひょうとした性格。浜路が大のお気に入り。浜路が作る健康的だけどとても強烈な料理を、何度も調子を悪くしながらも受け入れている。子供の頃に莉芳と二人で八房と五狐なしでさせられた山籠もりがトラウマとなり、フェネガンのことが苦手である。実は泳げないカナヅチ(五狐談)。本妻の子で異母兄である笙月院の僧、青蘭（せいらん）（声 - 竹本英史 / 杉山紀彰 / 演 - 西山丈也）が使役する妖で、浜路が傷つけられた際には激怒し青蘭と対立した以来、青蘭は行方不明。
五狐（ごこ）
金狐（きんこ）
声 - 桑原敬一 / 原嶋あかり / 演 - 村上健斗 / 坂本康太 
銀狐（ぎんこ）
声 - 江口拓也 / 勝井美優 / 演 - 下山真佑郎 / 石賀和輝 
白狐（びゃっこ）
声 - 澤田将考 / 徳井青空 / 演 - 村上健斗
黒狐（こくこ）
声 - 千々和竜策 / 中嶋ヒロ / 演 - 下山真佑郎
天狐（てんこ）
声 - 岡本信彦 / 西口杏里沙 / 演 - 水澤賢人
尾崎家の狐である五匹の妖神。要に付き従い、普段は着物姿で二足歩行をする狐の姿をしている、人間の子供などに化けることができる。見た目は愛らしいが、主人に危害を加えられると豹変する、本妻が要を殺そうとした時には家は傾き死人も出た、その後本妻は青蘭と共に尾崎家を追い出された。
緋ノ塚 那智（ひのづか なち）
声 - 藤原啓治
11月16日生まれ。
緋ノ塚家の猫憑きの青年。
信乃達が下野に来る半年前、フェネガンからどうしても犬村の人形を受け取りに行ってほしいと頼まれ、下野に住んでいる犬村儀清のもとへと行ったが儀清は既に亡くなっており、楓が反抗期で帰りたがらず、人形を完成させるため半年間儀清の身代わりをし、離れで隠居生活を過ごしていた。寒さに弱い。
楓（かえで）
声 - 小野坂昌也
緋ノ塚家の猫神。大きな猫の姿をしており尻尾が二本ある。女言葉で喋るが、性別は不明。普通の猫のサイズや巨大な張子にもなれる。元は邑織に憑いていた。
観月 あやね（みづき あやね）
声 - 明坂聡美
3月3日生まれ。15歳。
観月家の巳憑きの少女。
生まれた時から白い髪と赤い瞳を持ち、身体が非常に弱く、他人の気にとても敏感。屋敷の和館に住んでいる。人とほとんど交わらず、ちかげの加護を受けて育った。浜路とは仲が良く、学校の話を聞くのが好きであり、屋敷の庭でお茶会をしたり、浜路特製の料理を習った。
ちかげ / 響（ひびき）
声 - 荒川美穂
観月家の巳神である、大地を治めるほどの大きさを誇るおろち。冬眠の時期以外では人間の子供の姿でいることが多い。あやねを大切に思っている。四獣神家の面々が恐る程、嫉妬深くて執念深い。普段の名は霊影を意味し、後者が真名。自身が心を許した相手にしか真名を明かしてない。信乃に真名を告げ、自身の鱗を与えた。

### 古那屋
帝都の旧市街にある旅館で、旧市街で一、二を争う旅館。
犬田 文吾兵衛（いぬた ぶんごべえ）
声 - 星野充昭 / 魚建 / 演 - 梶雅人
小文吾の父親。旅館「古那屋」を経営している亭主。子供の頃から沼藺と小文吾と仲が良く、沼藺の婚約者である現八を実の息子のように思っている。
犬田 小夜子（いぬた さよこ）
声 - 菊池いづみ / 根谷美智子
小文吾の母親。旅館「古那屋」の女将で、信乃に甘い。現八が子供の頃から母親は病気がちだったため現八の乳母となり、いろいろ面倒をみていた。
犬田 沼藺（いぬた ぬい）
演 - 荻野恵理
現八と同い年の婚約者であり、子ができなかった犬田夫妻が引き取った養女で、小文吾とは血が繋がっていない姉弟。故人。
現八と小文吾が北部戦線に出兵する前に現八は生きて必ず戻ると約束したが死亡したと聞き、孤独に耐えられず複数の男と関係を持ち父親が判らない子を宿したが、現八と小文吾が生きていて戻ってくることを知り、罪悪感を感じて川に身投げした。銘仙の着物を好んでいた。大角に作ってもらった内裏雛を現八や親兄弟に見せないほどお気に入りだった。
貴敦（たかのぶ）
声 - 髙坂篤志
武蔵のある村の社で弥奈姫の守人をしていたが、現在は帝都で早紀と弥奈と兄妹として暮らし、女学校に通う弥奈のため、古那屋で働いており帳簿を任されている。
妹の弥奈のことをとても大事に思っている。
早紀（さき）
声 - 真堂圭
武蔵のある村の社で弥奈姫の守人をしていたが、現在は帝都で貴敦と弥奈と兄妹として暮らし、女学校に通う弥奈のため、古那屋で働いている。
妹の弥奈のことをとても大事に思っている。

### 関係者
浜路（はまじ） / 犬山 むつき（いぬやま むつき）
声 - 小林沙苗 / 高垣彩陽 / 演 - 田上真里奈 
1月1日生まれ。15歳→16歳。煉馬村出身。
5年前の大塚村の生き残りである美少女、村長の養女。健康オタクで、漢方などを大量に入れるため料理の腕前は時に殺人的。勝気な性格だが、実は誰よりも信乃と荘介の身を案じている。要に攫われても、全く動じない。昔から信乃一筋だったが、要とは気の合う友人となり、あやねとも仲が良い。現在は医師を目指すため、帝都の全寮制の女学校に通っている。弥奈と同室である。
実は道節の生き別れの妹で、後者が本名。10年前に両親が他界した際、兄と別の家に引き取られる。その際、道節と約束を交わしたが全く信じておらず、捨てられたと勘違いし名前も変えていた。
萩原 健太（はぎわら けんた）
声 - 安井絵里 / 三瓶由布子
12歳。
信乃・荘介・浜路が村はずれの教会に暮らしていた頃に村の人々から疎まれていたが萩原家とは交流があり、その萩原家の長男で下に二人の兄弟がいる。5年前から家に時々お手伝いに来ている荘介を慕っている、けれども交流があることで学校でいじめに遭っているが、両親には秘密にしている。信乃のことを女の子だと思っている。
蜑崎神父（あまさきしんぷ）
声 - 丸山詠二 / 同左
信乃・荘介・浜路が暮らしていた村はずれの教会の老神父。浜路が作ったお茶を気に入っている。
征・R・フェネガン（まさき・アール・フェネガン）
声 - 佐藤晴男 / うえだゆうじ
信乃・荘介・浜路が暮らしていた村はずれの教会の神父。フェネガン枢機卿とリリス嬢の兄。名前が以前は「柾」、角川版12巻以降は「征」に変わった。
サムエル・J・フェネガン
声 - 大塚芳忠
通称・フェネガン。教会の本国から帝都の教会本部に来ている高位の聖職者。終始笑顔でマイペース。莉芳・要・那智・あやねの後見人。莉芳が一番のお気に入り。人形を愛でている。征神父の弟でリリス嬢の兄でもある。
リリス
声 - 本名陽子
帝都の教会本部を守護しており、教会の守護天使と呼ばれている。美人で法力も強いが、侵入者には容赦しない。征神父とフェネガン枢機卿の妹。兄のフェネガン枢機卿を溺愛しており、征神父によるとブラコンとのこと。
緋ノ塚 邑織（ひのづか ゆうり）
那智の兄。故人。
生まれた時から憑いていた楓の姿が視えていなく、自身が獣憑きという自覚はなかったため、帝国教会本部に引き取られた際、どうして緋ノ塚家を出されたのか判らずにいた。四家の獣憑きの子供の中で一番年上で優しく綺麗な人で、要によると今の那智より莉芳の方が似ているかもとのこと。自ら命を絶つ、理由は誰も知らない。
斎姫（さいひめ）
皇族の一人で末の皇女。
3年前、療養のため北部の村へ訪れていた際に立て籠もり事件に遭い囚われの身となったが、莉芳に救出された。人質事件以来、斎姫は人気になり、旧市街では名物として斎姫が描かれた絵葉書のお土産が売られている。
莉芳がお気に入りである。
伏姫（ふせひめ）
遥か昔、怨霊となった玉梓姫の前に八人の若者を伴って現れ、玉梓姫の魂をその身に封じた姫。里見家伝説の巫女姫で、莉芳の先祖、里見家の犬神憑きの女性のことを総じて「伏姫」と呼ぶ。
犬村 雛衣（いぬむら ひなぎぬ）
声 - 中島愛
犬村儀清の娘であり、大角の従妹で妹である。喘息を持つ。浜路が通う帝都の女学校に入学を予定していたが突然、昏睡状態に陥る。
犬村 儀清（いぬむら のりきよ）
声 - 松本保典
大角の母方の伯父である養父。故人。
下野の人形師で小さな置人形から等身大の舞台人形まで繊細な人形を作っていた。喘息持ちの雛衣のために環境を変えようと人里離れた山奥に引っ越し雛衣が健康を取り戻す、一方で妻が謎の病に倒れて亡くなり、後に取り憑かれたように一体の美しい伏姫の人形を完成させる。
妙（たえ）
声 - 片貝薫
仁の母方の祖母。飯倉の宿の女将。昔、帝都の古那屋で仲居をしていた。
棗目（なつめ）
声 - 佐々木望
華月と葉月に仕える妖怪。二人と同じように仁が大好きで、とても大切にしている。コタツが大のお気に入り。
メグ
黒い房房の毛が生えた球体の姿の一つ目の妖。大きな目の反対側に大きな口があり、手や尻尾を自在に出す。普段は手のひらサイズだが、水に浸かると巨大化する。信乃が村はずれの教会に暮らしていた頃、教会裏の森で村雨に見つかり食べられそうになっていた時に信乃に救われ、すぐに投げ飛ばされたが追いかけて教会までやって来た。信乃のことがお気に入りらしい。その後は信乃達と行動を共にし、現在は古那屋に住みついており、手のひらサイズではないほど大きくなっている。ナルシスト気味なところがある。名を付けたのは現八で、由来は「目玉のちょっとグロいやつ」から。
うさくま
声 - 三宅麻理恵、黒石ひとみ（歌唱シーン）
浜路の通う帝都の新市街にある女学校の不思議な番人。鈴を付け、夜になると見回っている。ウサギのようなクマのようなヌイグルミの姿で、形を与えたのは浜路を想う信乃の強い願い、見た目は可愛いのに中身は凶暴という、信乃の中の浜路のイメージを具現化したものだった。電撃を放つ。また浜路と同室だった熊谷鈴（くまがい すず）（声 - 三宅麻理恵）の正体も番人であった、そのため鈴の性格は信乃に似ていた。
弥奈（やな）
声 - 小清水亜美
14歳。
武蔵のある村で、双頭の龍・命命（やな）（声 - 廣田行生）の片割れの宿主として生まれ、親兄弟から離されて社で生き神の弥奈姫として育った少女。
現在は宿主ではなくなり、守人をしていた貴敦と早紀と兄妹として帝都で暮らしており、女学校に通い浜路と同室である。
小早川 るり（こばやかわ るり）
声 - 石毛佐和
財閥である小早川家の令嬢であり、浜路が通う帝都の女学校の監督生。教会の孤児だったが要と仲がよかったため、要の口添えで小早川家の養女となった。
シスターズ
声 - 谷育子
教会本部を除いた帝都内にある十二の教会支部の一つで、旧市街の外れにある古びた教会の二人のシスター。気味の悪い容貌をしている。教会が花街に近いため、たまに花街の子供達を昼間に預かり面倒をみている。子供の頃の莉芳の面倒をみていたこともあり、莉芳が敵わない相手。
落合 つぐみ（おちあい つぐみ）
帝都の新市街にある教会から、臨時のお手伝いで旧市街の外れにある古びた教会に来たシスター。るりと接点がある。
斎木 茜（さいき あかね）
声 - 雪野五月
3年程前からほまちの村唯一の医者兼シスター。15歳の時に親を事故で亡くしている。斎木家はほまちの村の出で、遥か昔から代々有名な金細工職人だった。
桜庭 丈治（さくらば じょうじ）
声 - 檜山修之
帝都の医者で監察医。3年前の北部戦線当時、医務官見習いで後方任務に就いていた元軍医で、当時についたあだ名は「後方のラブテロリスト」。茜とは親戚で姉妹のように育った。
玉梓（たまずさ）
声 - 勝生真沙子
「伏姫」を取り込もうと暗躍している女性。大塚村や犬村儀清などに「水」を与えた人物。遥か昔に亡くした二人の息子を探している。
蒼（あお）
声 - 日野聡 / 演 - 松村龍之介 
12月1日生まれ。19歳→20歳。
荘介の欠けた魂で荘介の「影」の青年。荘介が失くした幼少期の記憶を持っている。信乃が自身を荘介と呼べないため、「蒼」という呼び名を告げる。
2年前に犬阪夫妻を殺害し、日本刀「落葉(おちば)」と毛野から心臓を奪い取っていった男、その際、毛野の反撃により顔を斬られ左目を失明するが、後に「一週間の命」と引き換えに琥珀（こはく）（声 - 皆川純子 / 演 - 岡村さやか ）から金色の左目を譲り受けた。その身に力を得るため各地で土地神を殺し歩いているが、彼の行動の全ては信乃に起因。彼も信乃には甘く、武蔵で力が弱り行き場を失くした土地神の双頭の龍・命命を信乃に頼まれて、身の内に宿す。
紺（こん）
声 - 檜山修之
生き別れた兄弟達を探す「かまいたち」。蒼に命を助けられて以来懐つき、行動を共にしている。料理上手で蒼に料理をこしらえている。
佳穂（かほ）
声 - 折笠富美子
7歳。
花街に住む少女。生まれたばかりの頃に、花街の見世の前に捨てられており、その後は花街が育てている。生まれつき目が見えない。人見知りだが、花街近くの教会に先生として来た信乃には懐いている。感覚が鋭い。童話「青い鳥」がお気に入り。
牧田（まきた）
犬飼家に半世紀仕えている執事。主の現八が長らく帰ってこない間、屋敷と庭の管理を一人でしていた。信乃に甘く、いつも手料理を振る舞っている。息子が一人いて、遠方に住んでいる。
犬塚 番作（いぬづか ばんさく）
声 - 丹沢晃之
大塚村の村長で信乃の父親。故人。
信乃が物心のついた頃より自身の部屋に妖刀・村雨を置いており、刀の正体を知っていた。5年前に村で起きた事件の際に亡くなった。
犬塚 手束（いぬづか たつか）
信乃の母親。向日葵の花を好んでいる。
犬川 碧衣（いぬかわ あおい）
荘介の母親で、元は莉芳の乳母だった。故人。冬に子供の荘介を連れ古い知り合いのいる村を目指していたが道中で行き倒れ、その後亡くなる。
ゝ大（ちゅだい）
声 - 佐藤美一 / 高岡瓶々
法師。巷で噂になっている妖怪退治を生業とする破戒僧。大きな数珠を首に掛けており、数珠の中に捕えた妖を封じ込めている。莉芳のことを幼少の頃から知っており、愛慕している。

## 書誌情報

### 冬水社
- あべ美幸 『八犬伝―東方八犬異聞―』 冬水社〈いち＊ラキ コミックス〉 全13巻（絶版）
  1. 2005年10月20日発売、ISBN 4-88-741680-6
  2. 2006年3月20日発売、ISBN 4-88-741709-8
  3. 2006年7月20日発売、ISBN 4-88-741724-1
  4. 2006年11月20日発売、ISBN 4-88-741741-1
  5. 2007年3月20日発売、ISBN 978-4-88-741755-7
  6. 2007年6月20日発売、ISBN 978-4-88-741767-0
  7. 2007年11月20日発売、ISBN 978-4-88-741809-7
  8. 2008年3月20日発売、ISBN 978-4-88-741845-5
  9. 2008年8月20日発売、ISBN 978-4-88-741866-0
  10. 2008年12月20日発売、ISBN 978-4-88-741886-8
  11. 2009年4月20日発売、ISBN 978-4-88-741911-7
  12. 2009年7月20日発売、ISBN 978-4-88-741931-5
  13. 2009年12月20日発売、ISBN 978-4-88-741965-0

### 角川書店
- あべ美幸 『八犬伝―東方八犬異聞―』 角川書店〈あすかコミックス〉 全24巻
  1. 2011年6月1日発売、ISBN 978-4-04-854638-6
  2. 2011年6月1日発売、ISBN 978-4-04-854639-3
  3. 2011年7月1日発売、ISBN 978-4-04-854645-4
  4. 2011年8月1日発売、ISBN 978-4-04-854662-1
  5. 2011年8月1日発売、ISBN 978-4-04-854663-8
  6. 2011年9月1日発売、ISBN 978-4-04-854678-2
  7. 2011年9月1日発売、ISBN 978-4-04-854679-9
  8. 2011年10月1日発売、ISBN 978-4-04-854693-5
  9. 2011年10月1日発売、ISBN 978-4-04-854694-2
  10. 2011年11月1日発売、ISBN 978-4-04-854705-5
  11. 2012年6月29日発売、ISBN 978-4-04-120307-1
  12. 2013年1月1日発売、ISBN 978-4-04-120547-1
  13. 2013年6月28日発売、ISBN 978-4-04-120755-0
  14. 2014年11月28日発売、ISBN 978-4-04-102220-7
  15. 2015年8月1日発売、ISBN 978-4-04-103319-7
  16. 2017年5月1日発売、ISBN 978-4-04-105297-6
  17. 2018年6月1日発売、ISBN 978-4-04-106924-0
  18. 2018年12月28日発売、ISBN 978-4-04-107623-1
  19. 2019年12月27日発売、ISBN 978-4-04-108866-1
  20. 2020年12月28日発売、ISBN 978-4-04-110914-4
  21. 2021年12月28日発売、ISBN 978-4-04-112080-4
  22. 2022年12月28日発売、ISBN 978-4-04-113140-4
  23. 2023年12月28日発売、ISBN 978-4-04-114387-2
  24. 2024年12月27日発売、ISBN 978-4-04-115315-4 / ISBN 978-4-04-115314-7（アクリルスタンド付き特装版）

## ドラマCD
- 八犬伝―東方八犬異聞― 第壱巻 2007年9月21日発売（マリン・エンタテインメント）
- 八犬伝―東方八犬異聞― 第弐巻 2008年7月25日発売（マリン・エンタテインメント）

## テレビアニメ
2013年に、毎日放送・TOKYO MX・テレビ愛知・BS11にて全26話の分割2クール構成として放送された。第1期は1月から3月にかけて放送され、第2期は7月から9月にかけて放送された。

### スタッフ
|                              | 第1期 | 第2期 |
| ---------------------------- | --- | --- |
| 原作                         | あべ美幸 | あべ美幸 |
| 総監督                       | ヤマサキオサム | ヤマサキオサム |
| 監督                         | 山崎みつえ | 山崎みつえ |
| シリーズ構成                 | ヤマサキオサム 山崎みつえ | ヤマサキオサム 山崎みつえ |
| キャラクターデザイン         | 加藤裕美 | 加藤裕美 |
| ビジュアルコーディネート     | 辻田邦夫 | 辻田邦夫 |
| デザインワークス             | 森木靖泰 承山菜美 岩畑剛一 萩原弘光 安田京弘                                                                                       | 森木靖泰 承山菜美 岩畑剛一 萩原弘光 安田京弘                                                                                       |
| デザインワークス             | N/A | 荒木弥緒 亀谷響子 |
| 美術設定                     | 藤井一志 | 藤井一志 |
| 撮影監督                     | 近藤慎与 | 近藤慎与 |
| 3D監督                       | 今垣佳奈 | 今垣佳奈 |
| 編集                         | 松村正宏 | 松村正宏 |
| 音響監督                     | 郷田ほづみ | 郷田ほづみ |
| 音楽                         | 黒石ひとみ | 黒石ひとみ |
| 音楽プロデューサー           | 伊藤善之 斎藤滋 | 伊藤善之 斎藤滋 |
| プロデューサー               | 桑園裕子 岩下由希恵 松田桂一 金庭こず恵 大室正勝 植竹なつき 岩崎卓                                                                 | 桑園裕子 岩下由希恵 松田桂一 金庭こず恵 大室正勝 植竹なつき 岩崎卓                                                                 |
| アニメーションプロデューサー | 浦崎宣光 和田薫 | 浦崎宣光 和田薫 |
| アニメーション制作           | スタジオディーン | スタジオディーン |
| 製作                         | 八犬伝プロジェクト バンダイビジュアル ランティス スタジオディーン ムービック ダックスプロダクション ソニーPCL フロンティアワークス | 八犬伝プロジェクト バンダイビジュアル ランティス スタジオディーン ムービック ダックスプロダクション ソニーPCL フロンティアワークス |

### 主題歌
「God FATE」
第1期のオープニングテーマ。歌・作詞は飛蘭、作曲・編曲は河田貴央。
「String of pain」
第1期のエンディングテーマ。歌は柿原徹也、作詞はこだまさおり、作曲・編曲はR・O・N。
「wonder fang」
第2期のオープニングテーマ。歌・作詞は飛蘭、作曲・編曲は小山寿。
「奏愛カレンデュラ」
第2期のエンディングテーマ。歌・作詞はCeui、作曲は小高光太郎とCeui、編曲は小高光太郎。

### 各話リスト
| 話数       | サブタイトル | 脚本       | 絵コンテ            | 演出       | 作画監督                                                   | 総作画監督                     | 美術監督            | 初放送日      |       |       |       |       |       |       |       |       |       |       |       |       |       |       |       |       |
| 第1期      | 第1期        | 第1期      | 第1期               | 第1期      | 第1期                                                      | 第1期                          | 第1期               | 第1期         | 第1期 | 第1期 | 第1期 | 第1期 | 第1期 | 第1期 | 第1期 | 第1期 | 第1期 | 第1期 | 第1期 | 第1期 | 第1期 | 第1期 | 第1期 | 第1期 |
| ---------- | ------------ | ---------- | ------------------- | ---------- | ---------------------------------------------------------- | ------------------------------ | ------------------- | ------------- | ----- | ----- | ----- | ----- | ----- | ----- | ----- | ----- | ----- | ----- | ----- | ----- | ----- | ----- | ----- | ----- |
| 第一話     | 境界         | 山﨑みつえ | 山﨑みつえ          | 山﨑みつえ | 瀧原美樹 山田裕子                                          | -                              | 松本浩樹            | 2013年 1月6日 |       |       |       |       |       |       |       |       |       |       |       |       |       |       |       |       |
| 第二話     | 人鬼         | 笹野恵     | 小島正士            | 守田芸成   | 古賀誠                                                     | 瀧原美樹                       | 鈴木隆文            | 1月13日       |       |       |       |       |       |       |       |       |       |       |       |       |       |       |       |       |
| 第三話     | 鬼追         | 笹野恵     | 名村英敏            | 吉田俊司   | 本多みゆき 高澤美佳 もんちあきら                           | 瀧原美樹                       | 鈴木隆文            | 1月20日       |       |       |       |       |       |       |       |       |       |       |       |       |       |       |       |       |
| 第四話     | 帰郷         | 笹野恵     | 名村英敏            | 西村博昭   | 松浦里美 池下博紀                                          | 山田裕子 平川亜喜雄            | 鈴木隆文            | 1月27日       |       |       |       |       |       |       |       |       |       |       |       |       |       |       |       |       |
| 第五話     | 加護         | 中村能子   | 斎藤哲人            | 高山秀樹   | 竹内由香里 松尾真彦                                        | 平川亜喜雄                     | 鈴木隆文            | 2月3日        |       |       |       |       |       |       |       |       |       |       |       |       |       |       |       |       |
| 第六話     | 外持         | 広田光毅   | 畠山守              | 竹下健一   | 中本尚 斎藤美香 小林利充 松下郁子 清水勝祐                 | 瀧原美樹 平川亜喜雄 山田裕子   | 鈴木隆文            | 2月10日       |       |       |       |       |       |       |       |       |       |       |       |       |       |       |       |       |
| 第七話     | 約束         | 広田光毅   | 小坂知              | 西村博昭   | 今泉直子 もんちあきら                                      | 瀧原美樹 工藤裕加              | 鈴木隆文            | 2月17日       |       |       |       |       |       |       |       |       |       |       |       |       |       |       |       |       |
| 第八話     | 邂逅         | 中村能子   | 小島正士            | 渡部穏寛   | 小谷杏子                                                   | 平川亜喜雄                     | 鈴木隆文            | 2月24日       |       |       |       |       |       |       |       |       |       |       |       |       |       |       |       |       |
| 第九話     | 番人         | 山﨑みつえ | 名村英敏            | 吉田りさこ | 岡崎洋美 今泉直子 津熊健徳 胡陽樹                          | 瀧原美樹 工藤裕加 平川亜喜雄   | 杉浦美穂 岡崎えりか | 3月3日        |       |       |       |       |       |       |       |       |       |       |       |       |       |       |       |       |
| 第十話     | 孤影         | 広田光毅   | 安海るか            | 吉田俊司   | 大城美幸 今泉直子 岡崎洋美 鈴木彩子 松浦美里 森本浩文      | 瀧原美樹 工藤裕加 平川亜喜雄   | 杉浦美穂 岡崎えりか | 3月10日       |       |       |       |       |       |       |       |       |       |       |       |       |       |       |       |       |
| 第十一話   | 現身         | 広田光毅   | 小島正士            | 高山秀樹   | 松下郁子 松浦里美 石川洋一 瀧原美樹 吉田和香子 津熊健徳    | 瀧原美樹 工藤裕加 平川亜喜雄   | 杉浦美穂 岡崎えりか | 3月17日       |       |       |       |       |       |       |       |       |       |       |       |       |       |       |       |       |
| 第十二話   | 代償         | 広田光毅   | 名村英敏            | 菊池聡延   | 菊池聡延                                                   | 安田京弘                       | 杉浦美穂 岡崎えりか | 3月24日       |       |       |       |       |       |       |       |       |       |       |       |       |       |       |       |       |
| 第十三話   | 宿縁         | 中村能子   | 名村英敏            | 川崎逸朗   | 伊勢奈央子                                                 | 平川亜喜雄 工藤裕加            | 杉浦美穂 岡崎えりか | 3月31日       |       |       |       |       |       |       |       |       |       |       |       |       |       |       |       |       |
| 第2期      |              |            |                     |            |                                                            |                                |                     |               |       |       |       |       |       |       |       |       |       |       |       |       |       |       |       |       |
| 第十四話   | 人形         | 笹野恵     | 山﨑みつえ          | 渡部穏寛   | 大和田彩乃 斉藤美香                                        | 瀧原美樹                       | 杉浦美穂            | 7月7日        |       |       |       |       |       |       |       |       |       |       |       |       |       |       |       |       |
| 第十五話   | 廻縁         | 笹野恵     | 山﨑みつえ 名村英敏 | 内山まな   | 今泉直子 津熊健徳 岡崎洋美 松浦里美 氏家嘉宏               | 工藤裕加                       | 杉浦美穂            | 7月14日       |       |       |       |       |       |       |       |       |       |       |       |       |       |       |       |       |
| 第十六話   | 逆流         | 中村能子   | 小俣真一            | 竹下良平   | 富谷美香 安達祐輔 松尾真彦                                 | 平川亜喜雄 日向正樹            | 杉浦美穂            | 7月21日       |       |       |       |       |       |       |       |       |       |       |       |       |       |       |       |       |
| 第十七話   | 無明         | 広田光毅   | 名村英敏            | 守田芸成   | 青木昭仁 清水勝祐 菊池聡延                                 | 瀧原美樹 日向正樹              | 杉浦美穂            | 7月28日       |       |       |       |       |       |       |       |       |       |       |       |       |       |       |       |       |
| 第十八話   | 讃有         | 広田光毅   | 後藤圭二            | 後藤圭二   | 今泉直子 平林美智大 大石美絵                               | 工藤裕加 大和田彩乃 日向正樹   | 杉浦美穂            | 8月4日        |       |       |       |       |       |       |       |       |       |       |       |       |       |       |       |       |
| 第十九話   | 追想         | 中村能子   | 小島正士            | 西村博昭   | 中山由美 高澤美佳 松浦美里                                 | 平川亜喜雄 大和田彩乃 瀧原美樹 | 杉浦美穂            | 8月11日       |       |       |       |       |       |       |       |       |       |       |       |       |       |       |       |       |
| 第二十話   | 逢着         | 笹野恵     | 川崎逸朗            | 川崎逸朗   | 伊勢奈央子                                                 | 八尋裕子                       | 杉浦美穂            | 8月18日       |       |       |       |       |       |       |       |       |       |       |       |       |       |       |       |       |
| 第二十一話 | 神隠         | 中村能子   | 名村英敏            | 渡部穏寛   | 津熊健徳 松下郁子 安達祐輔                                 | 瀧原美樹                       | 杉浦美穂            | 8月25日       |       |       |       |       |       |       |       |       |       |       |       |       |       |       |       |       |
| 第二十二話 | 天巡         | 中村能子   | 小島正士            | 竹下良平   | 安達祐輔 松浦里美                                          | 工藤裕加                       | 杉浦美穂            | 9月1日        |       |       |       |       |       |       |       |       |       |       |       |       |       |       |       |       |
| 第二十三話 | 双月         | 広田光毅   | 後藤圭二            | 守田芸成   | 中山由美 今泉直子 前澤弘美                                 | 平川亜喜雄 瀧原美樹 工藤裕加   | 杉浦美穂            | 9月8日        |       |       |       |       |       |       |       |       |       |       |       |       |       |       |       |       |
| 第二十四話 | 岐路         | 笹野恵     | 名村英敏            | 西村博昭   | 村司晃英 JANG MIN HO 今泉直子 松浦里美 斉藤美香 大和田彩乃 | 瀧原美樹 平川亜喜雄 工藤裕加   | 杉浦美穂            | 9月15日       |       |       |       |       |       |       |       |       |       |       |       |       |       |       |       |       |
| 第二十五話 | 追駆         | 広田光毅   | 小島正士            | 渡部穏寛   | 鈴木彩子 安達祐輔 中山由美 手島典子                        | 瀧原美樹 平川亜喜雄 工藤裕加   | 杉浦美穂            | 9月22日       |       |       |       |       |       |       |       |       |       |       |       |       |       |       |       |       |
| 第二十六話 | 運命         | 中村能子   | 斉藤哲人            | 山﨑みつえ | 山口仁七 大和田彩乃 日向正樹 胡陽樹 松下郁子               | 瀧原美樹 平川亜喜雄 工藤裕加   | 杉浦美穂            | 9月29日       |       |       |       |       |       |       |       |       |       |       |       |       |       |       |       |       |

### 放送局
| 放送期間               | 放送時間                     | 放送局     | 対象地域   | 備考                    |
| ---------------------- | ---------------------------- | ---------- | ---------- | ----------------------- |
| 2013年1月6日 - 3月31日 | 日曜 2:58 - 3:28（土曜深夜） | 毎日放送   | 近畿広域圏 | 『アニメシャワー』第3部 |
|                        | 日曜 22:30 - 23:00           | TOKYO MX   | 東京都     |                         |
| 2013年1月11日 - 4月5日 | 金曜 1:35 - 2:05（木曜深夜） | テレビ愛知 | 愛知県     |                         |
| 2013年1月12日 - 4月6日 | 土曜 23:00 - 23:30           | BS11       | 日本全域   | 『ANIME+』枠            |

| 放送期間                | 放送時間                     | 放送局     | 対象地域   | 備考         |
| ----------------------- | ---------------------------- | ---------- | ---------- | ------------ |
| 2013年7月7日 - 9月29日  | 日曜 22:30 - 23:00           | TOKYO MX   | 東京都     |              |
| 2013年7月9日 - 10月1日  | 火曜 1:35 - 2:05（月曜深夜） | テレビ愛知 | 愛知県     |              |
|                         | 火曜 2:25 - 2:55（月曜深夜） | 毎日放送   | 近畿広域圏 |              |
| 2013年7月13日 - 10月5日 | 土曜 23:00 - 23:30           | BS11       | 日本全域   | 『ANIME+』枠 |

### オリジナルサウンドトラック
| タイトル                                                         | アーティスト | レーベル   | 品番                        | リリース日    | JAN           | ASIN            |
| ---------------------------------------------------------------- | ------------ | ---------- | --------------------------- | ------------- | ------------- | --------------- |
| TVアニメ『八犬伝-東方八犬異聞-』オリジナルサウンドトラック       | 黒石ひとみ   | ランティス | LACA-9287,LACA-9288 (2枚組) | 2013年5月29日 | 4540774902873 | ASIN B00BFTU2A8 |
| TVアニメ『八犬伝-東方八犬異聞-』オリジナルサウンドトラック Vol.2 | 黒石ひとみ   | ランティス | LACA-15347                  | 2013年10月9日 | 4540774153473 | ASIN B00DWI11UU |

### BD / DVD
| 巻 | 発売日         | 収録話          | 規格品番  | 規格品番  | 規格品番  |
| 巻 | 発売日         | 収録話          | BD限定版  | BD通常版  | DVD通常版 |
| -- | -------------- | --------------- | --------- | --------- | --------- |
| 1  | 2013年3月22日  | 第1話 - 第2話   | BCXA-0676 | BCXA-0663 | BCBA-4477 |
| 2  | 2013年4月24日  | 第3話 - 第4話   | BCXA-0677 | BCXA-0664 | BCBA-4478 |
| 3  | 2013年5月28日  | 第5話 - 第6話   | BCXA-0678 | BCXA-0665 | BCBA-4479 |
| 4  | 2013年6月21日  | 第7話 - 第8話   | BCXA-0679 | BCXA-0666 | BCBA-4480 |
| 5  | 2013年7月26日  | 第9話 - 第10話  | BCXA-0680 | BCXA-0667 | BCBA-4481 |
| 6  | 2013年8月28日  | 第11話 - 第12話 | BCXA-0681 | BCXA-0668 | BCBA-4482 |
| 7  | 2013年9月25日  | 第13話 - 第14話 | BCXA-0682 | BCXA-0669 | BCBA-4483 |
| 8  | 2013年10月25日 | 第15話 - 第16話 | BCXA-0683 | BCXA-0670 | BCBA-4484 |
| 9  | 2013年11月22日 | 第17話 - 第18話 | BCXA-0684 | BCXA-0671 | BCBA-4485 |
| 10 | 2013年12月25日 | 第19話 - 第20話 | BCXA-0685 | BCXA-0672 | BCBA-4486 |
| 11 | 2014年1月29日  | 第21話 - 第22話 | BCXA-0686 | BCXA-0673 | BCBA-4487 |
| 12 | 2014年2月21日  | 第23話 - 第24話 | BCXA-0687 | BCXA-0674 | BCBA-4488 |
| 13 | 2014年3月26日  | 第25話 - 第26話 | BCXA-0688 | BCXA-0675 | BCBA-4489 |

## Webラジオ
『ラジオ世界ふしぎ八犬伝!』のタイトルで、アニメ八犬伝公式サイト内にて2013年2月8日から同年10月11日まで全16回、隔週金曜日に配信されていたラジオ番組。アニメイトTVでは2013年2月15日から同年10月18日まで配信されていた。パーソナリティはアニメのキャスト陣が月替わりで担当、リニューアルにより第8回からメインパーソナリティを柿原徹也（犬塚信乃 役）が担当していた。

### パーソナリティ・ゲスト
- 柿原徹也（犬塚信乃 役） - パーソナリティ：第0回、第0.5回、第8回、第9回、第10回、第11回、第12回、第13回、第14回
- 岡本信彦（村雨 役） - パーソナリティ：第6回 / ゲスト：第0回、第0.5回、第8回、第9回、第14回
- 日野聡（犬川荘介 役） - パーソナリティ：第0回、第0.5回 / ゲスト：第14回
- 前野智昭（犬飼現八 役） - パーソナリティ：第1回、第2回、第3回、第4回 / ゲスト：第0回、第0.5回
- 寺島拓篤（犬田小文吾 役） - パーソナリティ：第1回、第2回、第6回 / ゲスト：第0回、第0.5回
- 三宅淳一（犬阪毛野 役） - パーソナリティ：第3回、第4回 / ゲスト：第10回、第11回
- 津田健次郎（犬村大角 役） - パーソナリティ：第7回
- 代永翼（犬江仁 役） - パーソナリティ：第7回
- 神谷浩史（里見莉芳 役） - パーソナリティ：第5回
- 浪川大輔（尾崎要 役） - パーソナリティ：第5回
- 高垣彩陽（浜路 役） - ゲスト：第12回、第13回

## 舞台
通称『ミュ八犬伝』

### 第一章
『ミュージカル八犬伝―東方八犬異聞―』のタイトルで、2015年8月14日から同年8月23日まで全15公演、シアターサンモールにて上演。演出・音楽は浅井さやか(One on One)、脚本はほさかよう(空想組曲)、企画・制作はCIEL、製作は古那屋一座。

#### キャスト
- 犬塚信乃 - 坂口湧久
- 犬川荘介 - 北村諒
- 犬飼現八 - 前内孝文
- 犬田小文吾 - 畠山遼
- 浜路 - 田上真里奈
- 尾崎要 - 石渡真修
- 青蘭 - 西山丈也
- 犬田文吾兵衛 - 梶雅人
- 犬田沼藺 - 荻野恵理
- 里見莉芳 - 三上俊

−Phantoms−
- 村雨 - 天羽尚吾
- 四白 - 美木マサオ
- 五狐 - 村上健斗、下山真佑郎、水澤賢人
- Performer - 正井雪香、千田阿紗子

#### スタッフ
- 原作 - あべ美幸「八犬伝ー東方八犬異聞ー」（株式会社KADOKAWA発行／ASUKA COMICS CL - DX刊）
- 演出・音楽・歌唱指導 - 浅井さやか(One on One)
- 脚本 - ほさかよう(空想組曲)
- 振付 - 美木マサオ
- 舞台監督 - 井上卓(DDR)
- 美術 - 須田桃李(DDR)
- 音響 - 田上篤志(atSound)
- 照明 - 大波多秀起(デイライト)
- 衣裳 - 小野涼子
- ヘアメイク - 前田亜耶
- 演出助手 - 千田阿紗子(One on One)
- 音響オペレーター - 志水れいこ、内野智子、田島誠治、水木さやか
- 照明オペレーター - 福島稔(スペクトル)、菊池庸子、高良康成
- ヘアメイク進行 - 黒田はるな、平田恵里子
- 小道具協力 - 高津装飾美術
- 現場制作 - 佐野みづき(アンデム)
- 制作協力 - アンデム(佐藤希、金内萌)、川嶋紗也子、冨岡法子、吉野美紀
- 宣伝 - 正田綾香(CLIE)
- カメラマン - 宅間國博
- カメラマンアシスタント - 刈谷恵利加
- Phantomsカメラマン - 立川賢一
- ロゴデザイン - 須貝美華
- グッズディレクション - サカキハジメ(MAG.net)
- グッズデザイン - Mujina:art(羽尾万里子、天野果菜)
- 宣伝デザイン - 渡邉菜織
- HPデザイン - 栗原亜莉沙
- 協力 - アイズ、オウサム、カオス・パフォーマーズオフィス、砂岡事務所、スペースクラフト・エンタテインメント、タイムリーオフィス、トップコート、ドルチェスター、bamboo、ヒラタオフィス、プロダクション・タンク、マサオプション（50音順）
- 企画協力 - 株式会社KADOKAWA コミック＆キャラクター局 第7編集部 エメラルド編集部
- プロダクションスタッフ - 小川文乃、安井友規
- プロデューサー - 渡辺詩織、吉井敏久
- 企画・制作 - CLIE
- 製作委員会 - 古那屋一座(CLIE、東映ビデオ株式会社)

### 第二章
『ミュージカル八犬伝―東方八犬異聞― 二章』のタイトルで、2016年11月23日から同年11月27日まで全8公演、全労済ホール スペース・ゼロにて上演。演出・音楽は浅井さやか(One on One)、脚本はほさかよう(空想組曲)、企画・製作は古那屋一座。

#### キャスト
- 犬塚信乃 - 坂口湧久
- 犬川荘介 / 蒼 - 松村龍之介
- 犬飼現八 - 前内孝文
- 犬田小文吾 - 畠山遼
- 犬阪毛野 - 安里勇哉
- 犬山道節 - 山本一慶
- 浜路 - 田上真里奈
- 九重 - 帆風成海
- 琥珀 - 岡村さやか
- 里見莉芳 - 三上俊

−Phantoms−
- 村雨 - 天羽尚吾
- 四白 - 美木マサオ
- 五狐 - 坂本康太、石賀和輝
- Performer - 梶雅人、荻野恵理、正井雪香、千田阿紗子、梅津瑞樹

#### スタッフ
- 原作 - あべ美幸「八犬伝―東方八犬異聞―」（株式会社KADOKAWA発行／ASUKA COMICS CL - DX刊）
- 演出・音楽・歌唱指導 - 浅井さやか(One on One)
- 脚本 - ほさかよう(空想組曲)
- 振付 - 美木マサオ
- 舞台監督 - 久保健一郎(DDR)
- 美術 - 岡田志乃
- 音響 - 田上篤志(atSound)
- 照明 - 大波多秀起(デイライト)
- 衣裳 - 小野涼子、竹内さや香
- ヘアメイク - 前田亜耶
- 演出助手 - 千田阿紗子(One on One)
- 演出部 - 平田寛顕、本多桜
- 音響オペレーター - 志水れいこ、上妻圭志(S.S.E.D.)、小林希、水木さやか
- 照明オペレーター - 松本伸一郎、田原聖子、菊池庸子
- ヘアメイク進行 - 黒田はるな、平田恵里子、藤原萌
- 小道具協力 - 藤浪小道具
- 現場制作 - 冨岡法子(アンデム)
- 制作協力 - アンデム
- 宣伝 - 谷中理音、荒井沙樹(CLIE)
- カメラマン - 立川賢一(studio cyan)
- ロゴデザイン - 須貝美華
- グッズ・宣伝デザイン - ハコファクトリィ
- チラシデザイン - 渡邊菜織
- HPデザイン - 田加井愛穂(CLIE)
- 協力 - アイズ、アーティストジャパン、アミューズ、カオス・パフォーマーズオフィス、スタイルオフィス、砂岡事務所、トップコート、ドルチェスター、ヒラタオフィス、プロダクション・タンク、マサオプション、ルビーパレード（50音順）
- 企画協力 - 株式会社KADOKAWA コミック＆キャラクター局 第7編集部エメラルド編集部
- アシスタントプロデューサー - 安井友規、小川文乃
- プロデューサー - 渡辺詩織
- エグゼクティブプロデューサー - 吉井敏久
- 企画・制作 - CLIE
- 製作委員会 - 古那屋一座